# Razor 1911
Razor 1911 är en crack- och demogrupp som bildades i oktober 1985 av tre norrmän. De hade pseudonymerna Doctor No, Insane TTM och Sector9 och var aktiva på Commodore 64.
Razor 1911 är aktiva än i dag med nya medlemmar. Gruppen var den första att cracka ett spel (Shadowrun) som endast fungerade på Windows Vista till att fungera på Windows XP. De har kallats den äldsta piratgruppen på internet. 